# NGC 1628
NGC 1628 је спирална галаксија у сазвежђу Еридан која се налази на NGC листи објеката дубоког неба.
Деклинација објекта је - 4° 42' 57" а ректасцензија 4h 37m 36,1s. Привидна величина (магнитуда) објекта NGC 1628 износи 13,4 а фотографска магнитуда 14,2. NGC 1628 је још познат и под ознакама MCG -1-12-39, IRAS 04351-0448, PGC 15674.